# Croisilles (Pas-de-Calais)
 Croisilles  ist eine französische Gemeinde mit 1929 Einwohnern (Stand 1. Januar 2022) im Département Pas-de-Calais in der Region Hauts-de-France. Sie gehört zum Arrondissement Arras und zum Kanton Bapaume.

## Lage
Die Gemeinde Croisilles liegt an der oberen Sensée, 13 Kilometer südöstlich der Innenstadt von Arras. Durch das Gemeindegebiet führt die Autoroute A1 und die parallel verlaufende Eisenbahn-Hochgeschwindigkeitsstrecke LGV Nord. Nachbargemeinden von Croisilles sind Saint-Martin-sur-Cojeul und Héninel im Norden, Fontaine-lès-Croisilles im Nordosten, Bullecourt im Osten, Écoust-Saint-Mein im Südosten, Saint-Léger im Südwesten sowie Hénin-sur-Cojeul im Nordwesten.

## Bevölkerungsentwicklung
| Jahr                       | 1962 | 1968 | 1975 | 1982 | 1990 | 1999 | 2006 | 2014 | 2022 |
| Einwohner                  | 722  | 711  | 825  | 1062 | 1180 | 1165 | 1242 | 1789 | 1929 |
| Quellen: Cassini und INSEE |      |      |      |      |      |      |      |      |      |

## Sehenswürdigkeiten

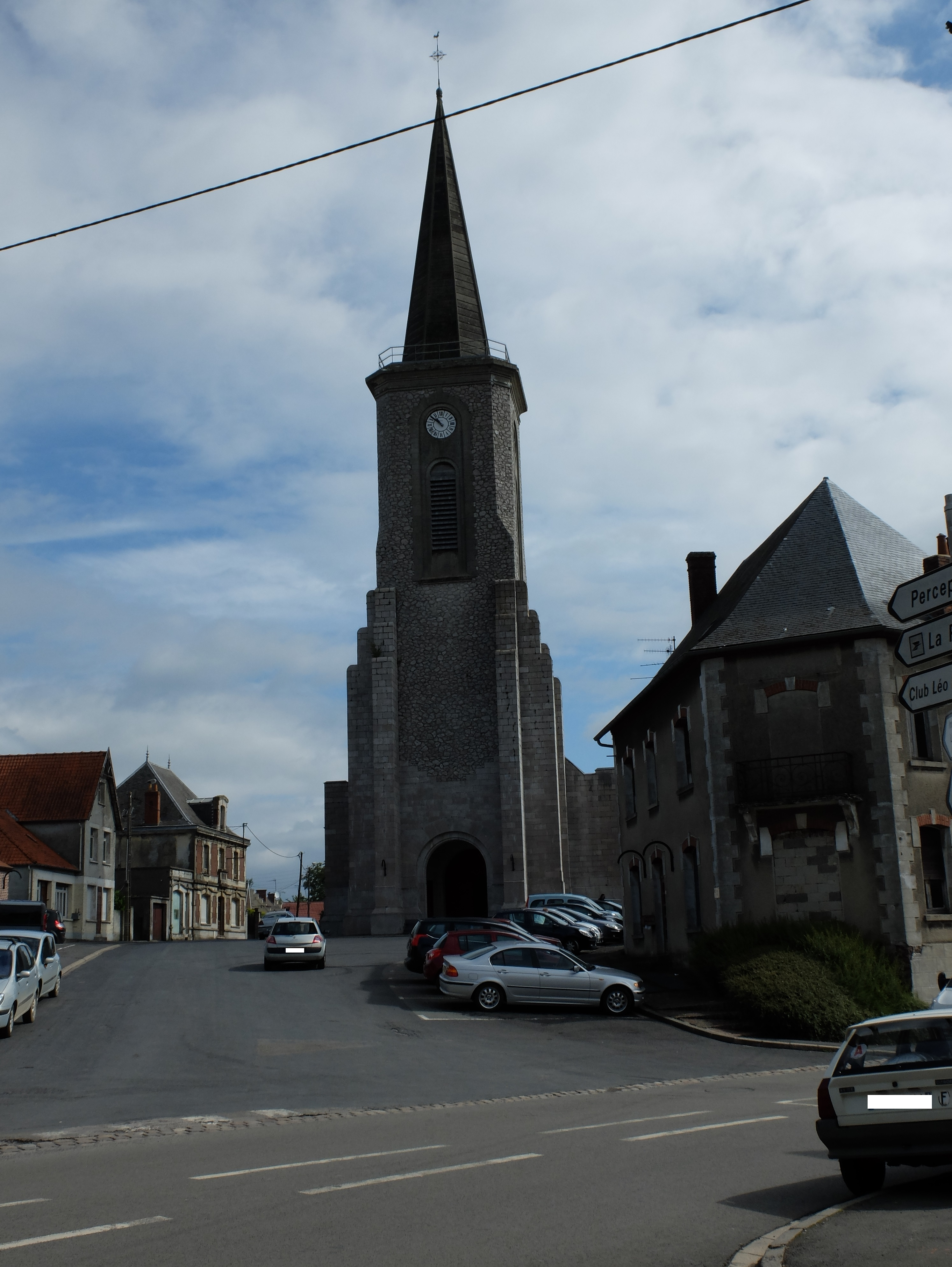
Kirche Saint-Martin
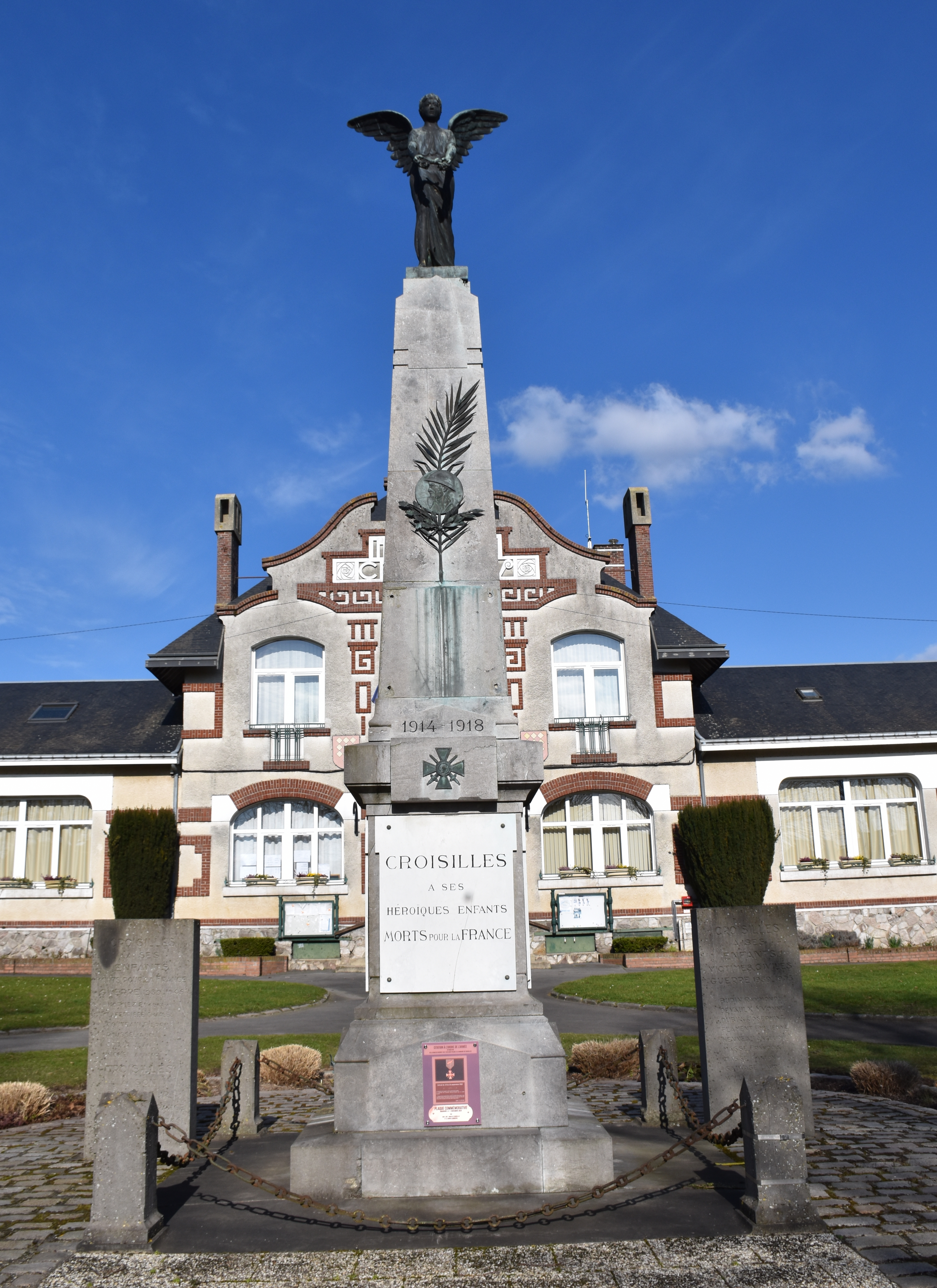
Gefallenendenkmal
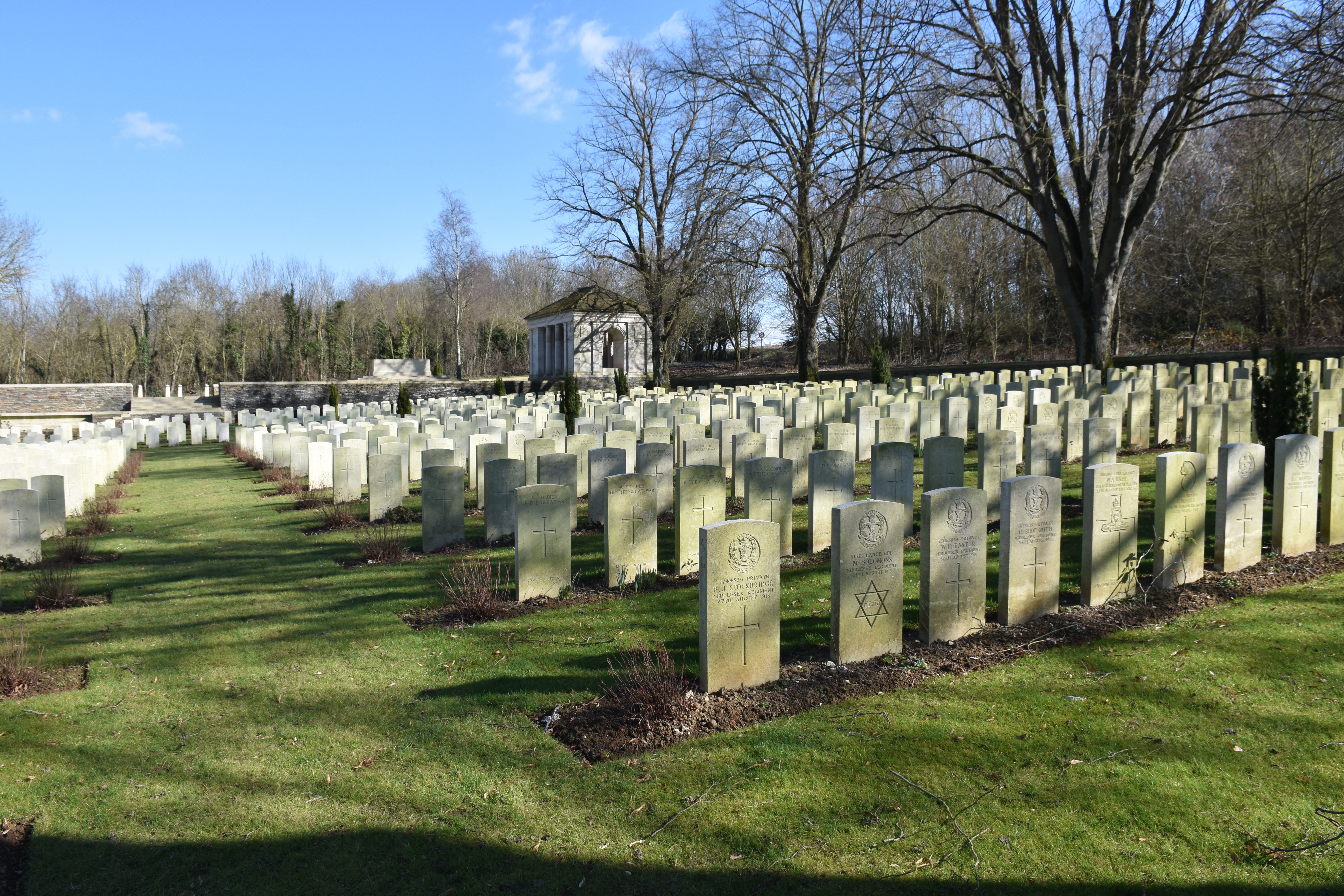
Britischer Soldatenfriedhof (British Cemetery)
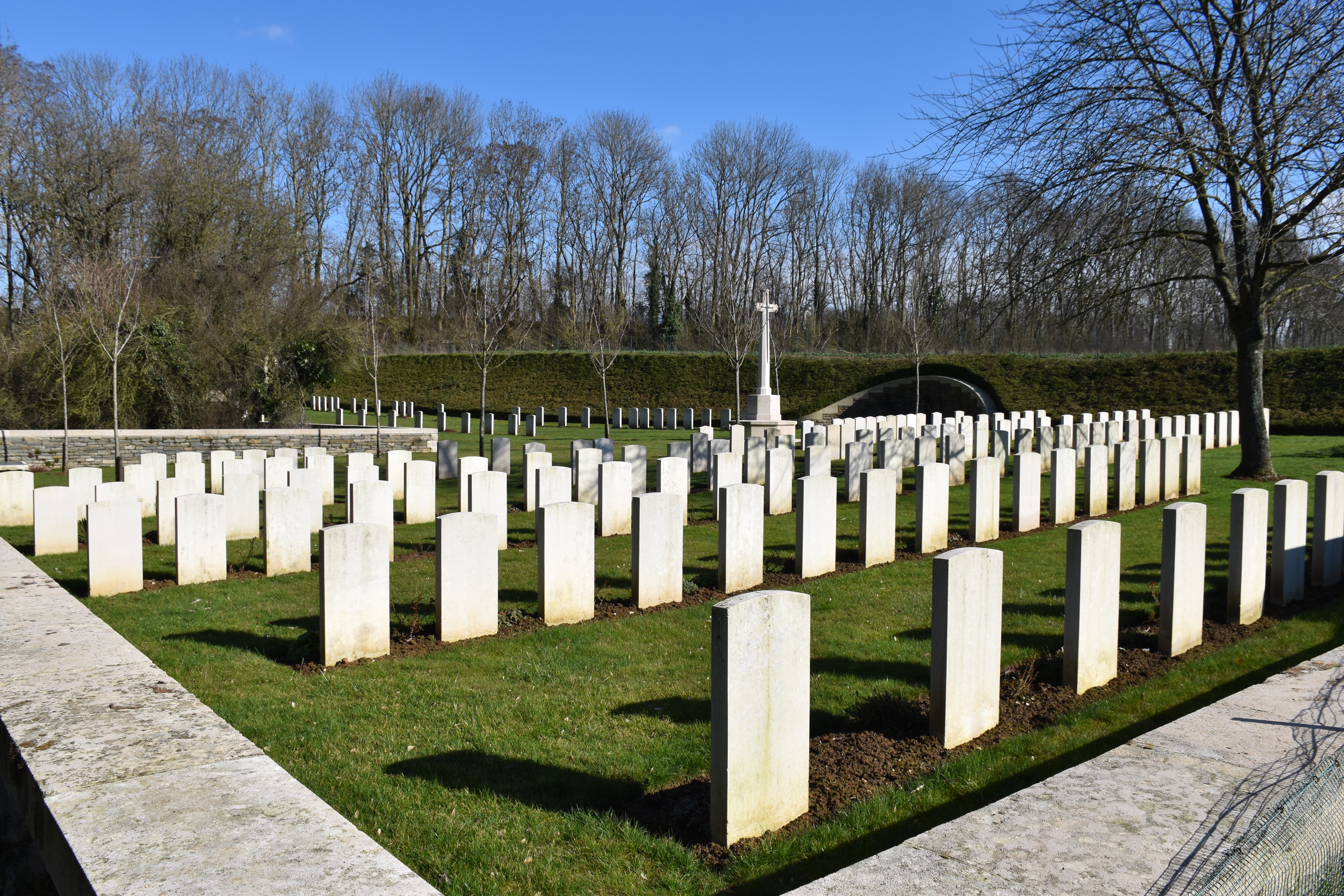
Britischer Soldatenfriedhof (British Railway Cemetery)
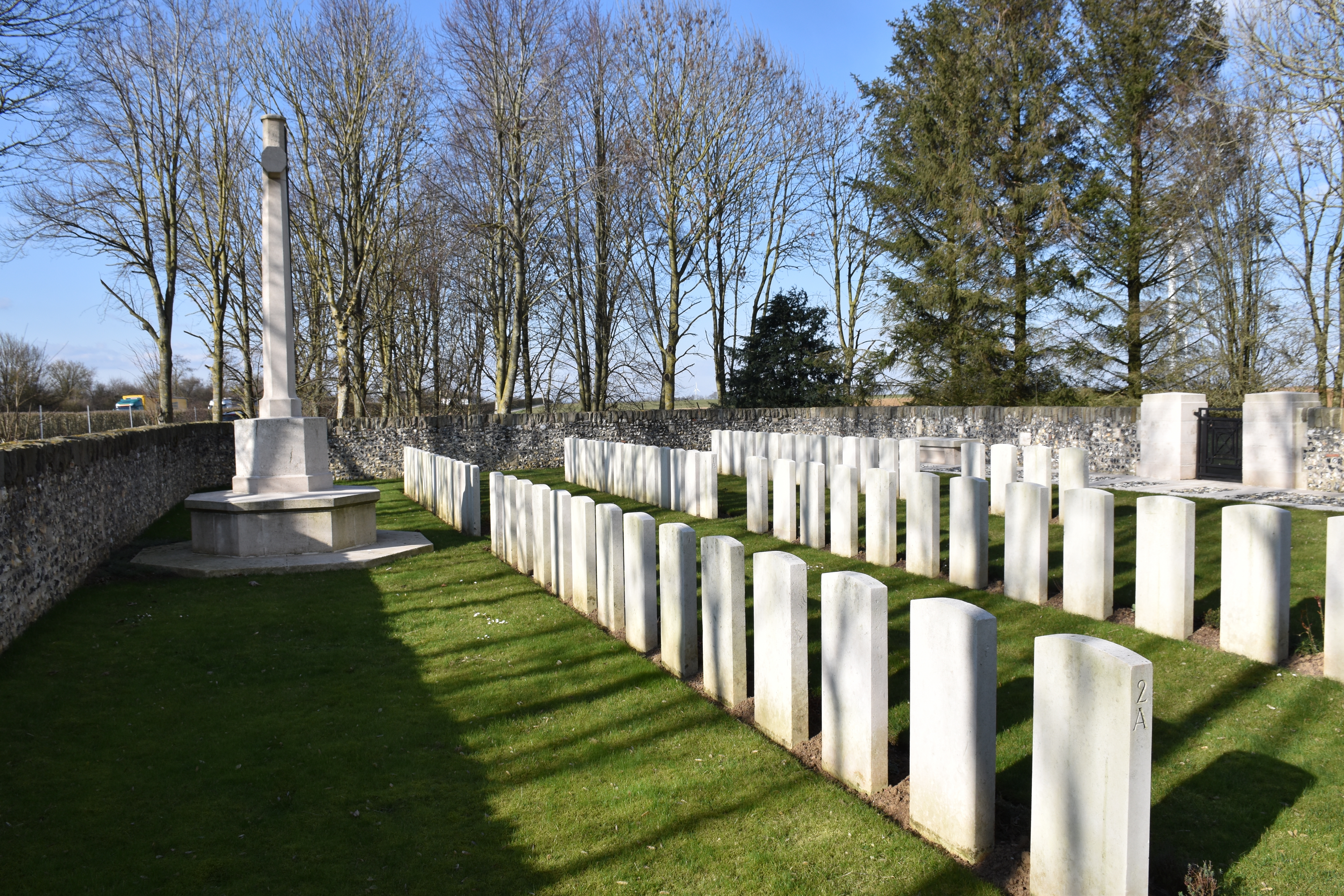
Britischer Soldatenfriedhof (Summit Trench Cemetery)

- drei britische Soldatenfriedhöfe

- Kirche Saint-Martin
- Gefallenendenkmal
- Britischer Soldatenfriedhof (British Cemetery)
- Britischer Soldatenfriedhof (British Railway Cemetery)
- Britischer Soldatenfriedhof (Summit Trench Cemetery)